# Олена Джионат
Олена Джионат (серб. Elena Djionat, 8 травня 1888 — після 1937) — вихователька, журналістка, правозахисниця, феміністка, співзасновниця та лідерка «Організації Бессарабських жінок».

## Життєпис
Народилася в 1888 році в селі Бозієнь, яке на той час було частиною Російської імперії. Два роки навчалася на медичному факультеті в Одеському університеті.

## Діяльність
У вересні 1917 року Олена Джионат заснувала першу румунську школу в Кишиневі. З 1919 року працювала вчителькою, а потім стала директоркою в початковій школі, і пропрацювала там до 1935 р.
Окрім кар'єри як вихователька молодих дівчат, Олена також стала активісткою у феміністському русі.
У листопаді 1928 р. Олена Джионат провела велику асамблею в Кишиневі. Заснувала йе очолювала Бессарабську жіночу організацію.
Адміністративна реформа 1927 року дозволила румунським жінкам брати участь у політичній боротьбі на низовому рівні, що згодом пояснює жіночу соціальну активність.
18 — 19 червня 1933 року відбувся перший з'їзд Бессарабських жінок, на яку були запрошені гості з усієї країни. Конгрес очолила О. Джионат.
У досягненні своїх цілей Джионат вступила до Національної селянської партії, а також опублікувала журнал «Феміністський рух», який вона особисто профінансувала коштом незначної вчительської зарплати.
Конгрес сформулював пропозицію, подану до короля Румунії Кароля II, яка вимагала повної політичної та громадянської рівності для всіх громадян, незалежно від статі, класу, доходу чи титулу, а також скасування різних обмежень на жіночу освіту. У заяві також містилося сильне пацифістське послання.
У 1937 році вона була муніципальним радником міста Кишинева. Діяльність Олени Джионат після 1937 року залишається невідомою.